# Långasjön (Eringsboda socken, Blekinge)
Långasjön är en sjö i Karlskrona kommun och Ronneby kommun i Blekinge och ingår i Nättrabyåns huvudavrinningsområde. Sjön är 6,7 meter djup, har en yta på 0,211 kvadratkilometer och befinner sig 93,4 meter över havet.

## Delavrinningsområde
Långasjön ingår i det delavrinningsområde (624877-147474) som SMHI kallar för Mynnar i Nättrabyån. Medelhöjden är 103 meter över havet och ytan är 5,97 kvadratkilometer. Det finns ett avrinningsområde uppströms, och räknas det in blir den ackumulerade arean 23,37 kvadratkilometer. Vattendraget som avvattnar avrinningsområdet har biflödesordning 2, vilket innebär att vattnet flödar genom totalt 2 vattendrag innan det når havet efter 21 kilometer. Avrinningsområdet består mestadels av skog (86 %). Avrinningsområdet har 0,21 kvadratkilometer vattenytor vilket ger det en sjöprocent på 3,5 %.